# Alassane Ouattara
Alassane Dramane Ouattara ['alasan wataʁa' ], född den 1 januari 1942 i Dimbokro, Elfenbenskusten, är en ivoriansk politiker. Han utropades till president i Elfenbenskusten den 4 december 2010, men förhindrades av att föregångaren Laurent Gbagbo vägrade att lämna ifrån sig makten, vilket resulterade i andra ivorianska inbördeskriget i landet våren 2011. 
Den 11 april 2011 greps Ouattaras föregångare Laurent Gbagbo i sitt residens i Elfenbenskustens största stad Abidjan av franska styrkor och FN-trupper och tvingades därigenom lämna ifrån sig makten till förmån för Ouattara.
Ouattara omvaldes för ytterligare en femårsperiod som president i oktober 2015.
I oktober 2020 valdes president Ouattara om för en tredje mandatperiod i ett presidentval som urartade i oroligheter. Ouattara hade lovat att lämna över makten efter de två mandatperioder som grundlagen tillåter, men när hans tilltänkte efterträdare dog kort inpå valet ångrade han sig. Våldet kring valet rev upp gamla sår, främst från valet 2010 där ett inbördeskrig tog vid när den dåvarande presidenten Laurent Gbagbo vägrade att erkänna sig besegrad av Alassane Ouattara.